# Valea Lungă (Alba)
Valea Lungă [ˈvalea lungɘ] (veraltet Hususău oder Husăsău; deutsch Langenthal, ungarisch Hosszúaszó) ist eine rumänische Gemeinde im Kreis Alba in der Region Siebenbürgen.
Der Ort Valea Lungă ist auch unter der deutschen Bezeichnung Langthal und Langendorf und der ungarischen Hosszúaszú bekannt.

## Geographische Lage

Lage der Gemeinde Valea Lungă im Kreis Alba

Die Gemeinde Valea Lungă liegt in einer hügeligen Landschaft im Süden des Kokeltals, in Siebenbürgen. Am rechten Ufer des Unterlaufs der Târnava Mare (Große Kokel) – eines linken Zuflusses des Mureș – liegt das Gemeindezentrum an der Bahnstrecke Teiuș–Brașov und dem Drum național 14B zwischen Blaj (Blasendorf) und Copșa Mică (Kleinkopisch), Kreis Sibiu. Valea Lungă befindet sich 19 Kilometer südöstlich von Blaj; die Kreishauptstadt Alba Iulia (Karlsburg) liegt etwa 55 Kilometer (36 km Luftlinie) westlich entfernt.

## Geschichte
Auf dem Gebiet des eingemeindeten Dorfes Făget (Birkendorf) wurden nach Berichten von K. Horedt, V. Pârvan und M. Roska Funde aus der Bronzezeit gemacht. Im Dorf Glogoveț (Tutendorf) befinden sich – nach Angaben von L. Köváry, N. Schroller und M. Roska – archäologische Fundstätten, die auf eine Besiedlung in der Frühbronzezeit deuten.
Der Ort Valea Lungă wurde 1309 erstmals unter der Bezeichnung Longavallis urkundlich erwähnt. Außerhalb des historischen Königsbodens gelegen, war Langenthal ein siebenbürgisch-sächsisches Hörigendorf, im Mittelalter von ungarischen Adligen beherrscht. Im Jahre 1848 waren im Ort 20 kleinadlige Familien angesiedelt. Auf dem reformierten Friedhof des Ortes befindet sich die Familiengruft der Familie Szentkereszthy.
Die Hauptbeschäftigung der Bevölkerung sind die Landwirtschaft, die Holzverarbeitung und die Arbeit in einem Kiestagebau am Fluss Mureș.

## Bevölkerung
Die Bevölkerung der Gemeinde entwickelte sich wie folgt:
Die Bevölkerung der Gemeinde Vătava entwickelte sich wie folgt:
| 1850 | 4.307 | 2.907 | 182 | 692 | 526            |
| 1910 | 4.701 | 3.571 | 416 | 657 | 57             |
| 1941 | 5.299 | 4.075 | 182 | 794 | 248            |
| 1977 | 4.878 | 3.986 | 172 | 666 | 54             |
| 1992 | 3.506 | 3.116 | 126 | 109 | 155            |
| 2002 | 3.271 | 2.952 | 99  | 36  | 184            |
| 2011 | 2.907 | 2.634 | 66  | 15  | 192            |
| 2021 | 2.904 | 2.452 | 32  | 2   | 418 (221 Roma) |

Die höchste Einwohnerzahl (5.333) der heutigen Gemeinde wurde 1966 ermittelt. Die höchste Bevölkerungszahl der Rumänen (4.544) wurde 1956, die der Deutschen 1941, die der Ungarn 1910 und die der Roma (243) 1850 registriert. Darüber hinaus bezeichnete sich 1880 ein Einwohner als Serbe, 1900 und 1910 je einer und 1930 vier als Slowaken.
Im Ort Valea Lungă selbst wurden bei der Volkszählung 2002 1901 Menschen registriert, davon 1661 Rumänen, 105 Roma, 99 Ungarn und 36 Deutsche.

## Sehenswürdigkeiten
- Die spätgotische turmlose evangelische Saalkirche, im 14. Jahrhundert errichtet, erhielt 1729 eine neue Kassettendecke aus 118 Feldern. Der Barockaltar und die Kanzel stammen von 1725; das steinerne Taufbecken sowie die Maskaronen an Konsolen aus dem Mittelalter. In der Kirche sind auch Fragmente naiver Wandmalerei erhalten. Die Krypta unter dem Chor der Kirche wurde als Beinhaus eingerichtet; von hier aus führte ein Fluchtweg zu einem Bauernhof. An der ringförmigen, aus Bruchstein bestehenden, fünf Meter hohen Wehrmauer der Kirche stehen von den ursprünglich sechs noch zwei Türme. 1981 bauten die Siebenbürger Sachsen auf das Fundament eines eingestürzten Wehrturms einen dreigeschossigen Glockenturm mit Wehrgang aus Bruchstein. Die kleinere der zwei Glocken stammt von 1592; die große von 1710.[6] Die Kirche steht unter Denkmalschutz.[8]
- Im Ort gibt es weiterhin die römisch-katholische und die griechisch-katholische Kirche, ca. 1772 errichtet, eine reformierte Kirche von Baron Szentkereszti gestiftet und eine orthodoxe Kirche, 1930 gebaut. Eine Synagoge, Ende des 19. Jahrhunderts errichtet, wurde nach dem Zweiten Weltkrieg abgetragen.[6]

## Persönlichkeiten
- Vasile Aaron, (1770–1822) rumänischer Dichter
- Friedrich Müller (auch Friedrich Müller-Langenthal, 1884–1969), geboren in Langenthal, war von 1945 bis zu seinem Tod Bischof der Evangelischen Landeskirche A. B. in Rumänien[9]
- Josef Barth (1833–1915) war ein bedeutender Botaniker Siebenbürgens;[10][11] von 1864 bis 1898 Pfarrer in Langenthal.[6]